# Peter Tägtgren
Alf Peter Tägtgren (Estocolmo, 3 de junho de 1970), mais conhecido como Peter Tägtgren, é um multi-instrumentista e produtor sueco. Tägtgren é o fundador, principal compositor, vocalista e guitarrista da banda de death metal Hypocrisy. Também é conhecido por participar das bandas de metal industrial Lindemann, junto com Till Lindemann do Rammstein, e Pain, na qual é o único membro.

## Carreira
Tägtgren começou tocando bateria aos 9 anos de idade. Mais tarde aprendeu a tocar guitarra, baixo e teclado.
Depois que a primeira banda de Tägtgren, Conquest, se separou, ele emigrou para os Estados Unidos. Lá ele tornou-se parte do cenário death metal depois que participou de sessões práticas com o guitarrista da banda Malevolent Creation, Phil Fasciana.
Tägtgren voltou para a Suécia e formou a banda Hypocrisy. Depois ele assinou um contrato com a gravadora Nuclear Blast.
Embora Hypocrisy fosse seu principal foco, ele também trabalhou com outros projetos de metal na Suécia, incluindo Pain (metal industrial), na qual toca todos os instrumentos e compõe todas as músicas, Lock Up (grindcore/death metal), na qual era vocalista, The Abyss (black metal), na qual era vocalista, baixista e baterista, War (black metal), na qual era baterista, e mais recente o Bloodbath, na qual era vocalista. Ele também apareceu como guitarrista nos shows ao vivo das bandas Marduk e E-Type.
Peter Tägtgren também é produtor musical, onde é responsável por mixagens e edições na banda The Abyss, e outras bandas escandinavas, como Dimmu Borgir, Immortal, Amon Amarth, Children of Bodom, Skyfire, e também a banda suíça Celtic Frost.

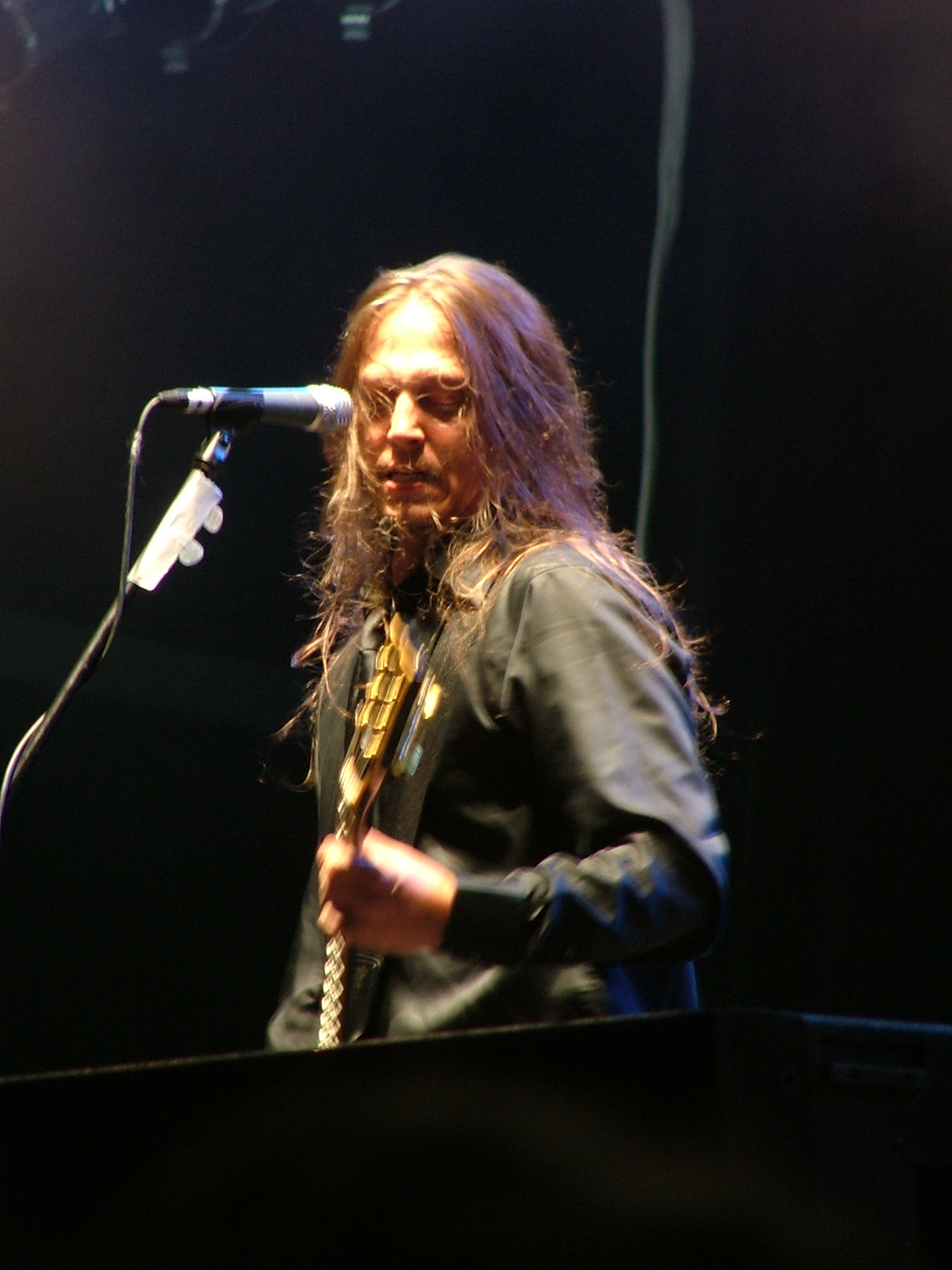
Peter Tägtgren no Metalcamp, em 2007.

## Discografia e aparições especiais
- Hypocrisy - (vocal, guitarra, letras, produção) - todos os lançamentos
- Pain - (todos os instrumentos, vocal, letras, produção) - todos os lançamentos
- Lindemann - Projeto com o vocalista Till Lindemann (Rammstein)
- The Abyss - The Other Side - (vocal, bateria, baixo) - 1995
- The Abyss - Summon the Beast - (vocal, bateria, baixo) - 1996
- Algaion - Vox Clamentis - (bateria) - 1996
- War - Total War - (bateria) - 1997
- Edge of Sanity - Infernal - (guitarra solo em "The Bleakness of It All") - 1997
- Therion - A'arab Zaraq - Lucid Dreaming - (guitarra solo em "Under Jolly Roger") - 1997
- Lock Up -  Pleasures Pave Sewers - (vocals) - 1999
- Bloodbath - Nightmares Made Flesh - (vocal) - 2004
- Kataklysm - Serenity in Fire - (vocal convidado em "For All Our Sins") - 2004
- Sonic Syndicate - We Own The Night - (letras e música coescrita com Jonas Kjellgren em "Leave Me Alone") - 2010
- Exodus - Exhibit B: The Human Condition - (backing vocal em "The Sun Is My Destroyer") - 2010
- The Unguided - Nightmareland EP - (vocal convidado em "Pathfinder") - 2011
- Sabaton - "Carolus Rex" - (vocal convidado em "Gott Mit Uns") - 2012

## Créditos na produção
- The Abyss - The Other Side (1995)
- Naglfar - Vittra (1995)
- Death Organ - 9 to 5 (1995)
- Dark Funeral - The Secrets of the Black Arts (1996)
- Fleshcrawl - Bloodsoul (1996)
- Hypocrisy - Abducted (1996)
- The Abyss - Summon the Beast (1996)
- Setherial - Nord (1996)
- Marduk - Heaven Shall Burn... When We Are Gathered (1996)
- Marduk - Glorification (1996)
- Pain - Pain (1997)
- Dimmu Borgir - Enthrone Darkness Triumphant (1997)
- Marduk - Live in Germania (1997)
- Fleshcrawl - Bloodred Massacre (1997)
- Hypocrisy - The Final Chapter (1997)
- Abruptum - Vi Sonus Veris Nigrae Malitiaes (1997)
- Therion - A'arab Zaraq - Lucid Dreaming (1997)
- War - Total War (1997)
- Dark Funeral - Vobiscum Satanas (1998)
- Amon Amarth - Once Sent from the Golden Hall (1998)
- Dimmu Borgir - Godless Savage Garden (1998)
- Marduk - Nightwing (1998)
- Dispatched - Promised Land (1998)
- Love Like Blood - Snakekiller (1998)
- Love Like Blood - The Love Like Blood E.P. (1998)
- Enslaved - Blodhemn (1998)
- Raise Hell - Holy Target (1998)
- Thyrfing - Valdr Galga (1999)
- Hypocrisy - Hypocrisy (1999)
- Immortal - At the Heart of Winter (1999)
- Dimmu Borgir - Spiritual Black Dimensions (1999)
- War - We Are... Total War (1999)
- Marduk - Panzer Division Marduk (1999)
- Pain - Rebirth (1999)
- Amon Amarth - The Avenger (1999)
- Borknagar - Quintessence (2000)
- Children of Bodom - Follow the Reaper (2000)
- Dark Funeral - Teach Children to Worship Satan (2000)
- Destruction - All Hell Breaks Loose (2000)
- Dispatched - Motherwar (2000)
- Dark Funeral - In the Sign... (2000)
- Old Man's Child - Revelation 666 - The Curse of Damnation (2000)
- Hypocrisy - Into the Abyss (2000)
- Immortal - Damned in Black (2000)
- Rotting Christ - Khronos (2000)
- Neglected Fields - Mephisto Lettonica (2000)
- Enslaved - Mardraum - Beyond the Within (2000)
- Gardenian - Sindustries (2000)
- Susperia - Predominance (2001)
- Marduk - La Grande Danse Macabre (2001)
- Amon Amarth - The Crusher (2001)
- Destruction - The Antichrist (2001)
- Dark Funeral  - Diabolis Interium (2001)
- Immortal - Sons of Northern Darkness (2002)
- Hypocrisy  - Catch 22 (2002)
- Susperia - Vindication (2002)
- Pain - Nothing Remains the Same (2002)
- Shining - Angst, självdestruktivitetens emissarie (2002)
- Marduk - World Funeral (2003)
- Grimfist - Ghouls of Grandeur (2003)
- Forgotten Tomb - Springtime Depression (2003)
- Hypocrisy - The Arrival (2004)
- Maryslim - Split Vision (2004)
- Grave - Fiendish Regression (2004)
- PAIN - Dancing with the Dead (2005)
- Destruction - Inventor of Evil (2005)
- Hypocrisy - Virus (2005)
- Dimmu Borgir - Stormblåst MMV (2005)
- Celtic Frost - Monotheist (2006)
- Grave - As Rapture Comes (2006)
- Noctiferia - Slovenska Morbida (2006)
- Pain - Psalms of Extinction (2007)
- Maryslim - A Perfect Mess (2007)
- Children of Bodom - Blooddrunk (2008)
- Hypocrisy  - Catch 22 V2.0.08 (2008)
- Pain - Cynic Paradise (2008)
- Sanctification - Black Reign (2008)
- Sabaton - The Art of War (2008)
- Tarja - The Seer EP (2008)
- Immortal - All Shall Fall (2009)
- Hypocrisy - A Taste of Extreme Divinity (2009)
- Dark Funeral  - Angelus Exuro Pro Eternus (2009)
- Sabaton - Coat of Arms (2010)
- Overkill - IIronbound (2010)
- Noctiferia - Death Culture (2010)
- Immortal - The Seventh Date of Blashyrkh (2010)
- Abigail Williams - In the Absence of Light (2011)
- Belphegor - Blood Magick Necromance (2011)
- Legion of the Damned - Descent into Chaos (2011)
- Kampfar - Mare (2011)
- The Unguided - Nightmareland (EP) (2011)
- Loudblast - Frozen Moments Between Life And Death (2011)
- Septicflesh - The Great Mass (2011)
- Pain - You Only Live Twice (2011)
- Carnalation - Deathmask (2012)
- Essence - As-yet-untitled (2012)
- Sabaton - Carolus Rex (2012)
- Amorphis - Circle (2013)
- Children Of Bodom - Halo of Blood (2013)
- Hypocrisy - End of Disclosure (2013)
- Sabaton - Heroes (2014)
- Carach Angren - This Is No Fairytale (2015)
- Lindemann - Skills in Pills (2015)
- Sabaton - The Last Stand (2016)
- PAIN - Coming Home (2016)
- Lindemann - F & M (2019)
- Lindemann - Live in Moscow (2021)